# Richard Reid
Richard Gavin Reid (ur. 17 stycznia 1879, zm. 17 października 1980) – kanadyjski polityk, premier Alberty.
Należał do partii United Farmers of Alberta (UFA), zasiadał w legislaturze stanowej od 1921, kiedy po raz pierwszy znaleźli się w jej składzie deputowani UFA. Był ministrem stanowym przez 13 lat, m.in. pełnił funkcję skarbnika Alberty. W 1934 zastąpił Johna Brownlee (zmuszonego do odejścia po skandalu obyczajowym) na stanowisku premiera rządu stanowego; sprawował funkcję przez rok (do 1935) i był ostatnim premierem z ramienia UFA.
Gabinet kierowany przez Reida prowadził politykę konserwatywną i pozostawał w konflikcie z macierzystą partią UFA, bliższą ideom prosocjalnym. Wiele głosów Reid utracił w wyniku sprzeciwiania się narastającemu ruchowi promocji kredytów socjalnych; partia pod nazwą Social Credit przejęła w 1935 władzę w prowincji, a na czele jej rządu stanął William Aberhart.